# Rodzina od zaraz
Rodzina od zaraz (ang. Instant Family) – amerykański komediodramat familijny z 2018 roku, wyreżyserowany przez Seana Andersa.

## Opis fabuły
Peter (Mark Wahlberg) i Elinore (Rose Byrne) Wagnerowie postanawiają powiększyć swoją rodzinę poprzez adopcję trójki rodzeństwa, w tym m.in. zbuntowaną piętnastoletnią Lizzy (Isabela Moner).

## Obsada
- Mark Wahlberg[1] – jako Peter „Pete” Wagner
- Rose Byrne[1] – jako Elinore „Ellie” Wagner
- Isabela Moner – jako Elizabeth „Lizzy” Wagner
- Gustavo Escobar – jako Juan Wagner
- Julianna Gamiz – jako Lita Wagner
- Octavia Spencer – jako Karen
- Tig Notaro – jako Sharon
- Margo Martindale – jako Babcia Sandy Wagner
- Julie Hagerty – jako Jan
- Tom Segura – jako Russ
- Allyn Rachel – jako Kim
- Michael O'Keefe – jako Jerry
- Iliza Shlesinger – jako October
- Andrea Anders – jako Jessie
- Charlie McDermott – jako Stewart
- Carson Holmes – jako Charlie
- Nicholas Logan – jako Jacob
- Valente Rodriguez – jako Sędzia Rivas
- Joan Cusack – jako Pani Howard
- Gary Weeks – jako Dirk
- Eve Harlow – jako Brenda
- Joselin Reyes – jako Carla

## Nagrody i nominacje
| Rok  | Nagroda                 | Kategoria              | Nominowani       | Rezultat  |
| ---- | ----------------------- | ---------------------- | ---------------- | --------- |
| 2019 | Teen Choice Awards 2019 | Ulubiona komedia       | Rodzina od zaraz | Nominacja |
| 2019 | Teen Choice Awards 2019 | Ulubiony aktor komedii | Mark Wahlberg    | Nominacja |

## Produkcja
Film był inspirowany własnymi doświadczeniami Seana Andersa z czasów dzieciństwa, następnie adopcji trójki rodzeństwa. Anders rozmawiał z kilkoma rodzinami adopcyjnymi i nastolatkami, którzy wychowywali się pod opieką, a później zostali adoptowani, w celu zbadania postaci piętnastoletniej Lizzy.
17 listopada 2017 roku Rose Byrne dołączyła do obsady filmu. Isabela Moner zagrała u boku Marka Wahlberga po raz drugi, już wcześniej występowała z Walberghiem w filmie Transformers: Ostatni rycerz. W lutym 2018 roku Octavia Spencer, Tig Notaro, Iliza Shlesinger, Gustavo Escobar, Julianna Gamiz i Tom Segura dołączyli do obsady filmu, zdjęcia rozpoczęły się w następnym miesiącu i trwały do 14 maja. 

## Wydanie
Film miał swoją premierę 16 listopada 2018 roku, miał zostać pierwotnie wydany 15 lutego 2019. 10 listopada ogłoszono, że premiera będzie miała miejsce 11 listopada, jednak została odwołana z powodu pożaru Woolsey Fire.
5 marca 2019 roku film został wydany na płyty DVD i Blu-ray.

## Odbiór

### Box office
Budżet filmu szacowany jest na 48 mln USD. Zarobił on 67,4 mln dolarów w USA i Kanadzie oraz 53,2 mln dolarów poza USA, co daje łącznie ponad 120 mln dolarów na całym świecie.
W USA i Kanadzie został wydany wraz z filmami Fantastyczne zwierzęta: Zbrodnie Grindelwalda i Wdowy, miał zarobić 15–20 mln dolarów w ponad 3 tys. kinach w weekend otwarcia. Pierwszego dnia zarobił on 4,8 mln dolarów, w tym 550 tys. z czwartkowych wieczornych podglądów. Zajął 4. pozycję w kasie. Podczas drugiego weekendu otwarcia film spadł na 6. pozycję.

### Krytyka w mediach
Film spotkał się z pozytywną reakcją krytyków. W serwisie Rotten Tomatoes 81% ze 155 recenzji jest pozytywne (średnia ocen wyniosła 6,56 na 10). Na portalu Metacritic średnia ocen z 28 recenzji wyniosła 57 punktów na 100.